# National Plant Germplasm System
Le National Plant Germplasm System (NPGS, système national de germoplasme végétal) est une organisation coopérative américaine mise en place par l'État et le gouvernement fédéral et des organismes privés pour préserver la diversité génétique des plantes.
Le NPGS aide les scientifiques et pourvoit au besoin de diversité génétique en acquérant du germoplasme de plantes cultivées, en le conservant, l'évaluant, le documentant et le distribuant.
Vu que de nombreuses plantes cultivées ont leur origine à l'extérieur des États-Unis, les premières étapes vers la préservation de la diversité sont l'acquisition de nouveaux échantillons et leur introduction aux États-Unis. Les nouveaux échantillons de germoplasme (accessions) entrent au NPGS par l'intermédiaire de collectes, de donations par des collaborateurs étrangers ou par les collections internationales de plasma germinatif. Un numéro d'identification, tel que le numéro d'introduction des plantes (PI number), est assigné à chaque accession. Celle-ci est ensuite évaluée, entretenue et mise à disposition pour la distribution. 	
Par ces efforts, le NPGS contribue à l'amélioration de la qualité et de la productivité des plantes cultivées. La base de données GRIN (Germplasm Resources Information Network) est administrée par l'unité de gestion de la base de données tandis que l'acquisition de nouvelles plantes est gérée par le bureau d'échange de plantes (Plant Exchange Office).